# Guatteria dolichopoda
Guatteria dolichopoda Donn.Sm. – gatunek rośliny z rodziny flaszowcowatych (Annonaceae Juss.). Występuje naturalnie w Hondurasie, Nikaragui, Kostaryce oraz Panamie. 

## Morfologia
PokrójZimozielone drzewo dorastające do 8 m wysokości. Młode pędy są owłosione.
LiścieMają kształt od eliptycznego do odwrotnie lancetowatego. Mierzą 11–18 cm długości oraz 2–4,5 szerokości. Są lekko owłosione od spodu. Nasada liścia jest klinowa. Wierzchołek jest ogoniasty.
KwiatySą pojedyncze. Rozwijają się w kątach pędów. Działki kielicha mają owalny kształt i dorastają do 7–8 mm długości. Płatki mają podłużny lub trójkątny kształt. Osiągają do 22–26 mm długości.
OwocePojedyncze. Osiągają 7–8 mm długości oraz 5 mm średnicy.

## Biologia i ekologia
Rośnie w wiecznie zielonych lasach. Występuje na terenach nizinnych. Kwitnie w lipcu, natomiast owoce pojawiają się w maju.